# Сепио (Мачерата)
Сепио је насеље у Италији у округу Мачерата, региону Марке.
Према процени из 2011. у насељу је живело 173 становника. Насеље се налази на надморској висини од 471 м.